# Sienna Plantation, Texas
Sienna Plantation là một nơi ấn định cho điều tra dân số (CDP) thuộc quận Fort Bend, tiểu bang Texas, Hoa Kỳ. Năm 2010, dân số của nơi này là 13721 người.

## Dân số
- Dân số năm 2000: 1896 người.
- Dân số năm 2010: 13721 người.